# Onthophagus chryses
Onthophagus chryses är en skalbaggsart som beskrevs av Bates 1887. Onthophagus chryses ingår i släktet Onthophagus och familjen bladhorningar. Inga underarter finns listade i Catalogue of Life.